# Wolke (Band)
Wolke ist eine deutsche Band aus Köln.

## Geschichte
Für den Radiosender 1Live übersetzten sie als sogenannte „Popdolmetscher“ „englischsprachige Popklassiker“ ins Deutsche. Dabei interpretierten sie die Lieder meist ganz neu. Diese wurden dann gelegentlich in einem Quiz Teil des 1Live Plan B-Programms, wo ein Hörer das Original erraten musste und ein Album nach Wahl gewinnen konnte.
Das letzte Album Für immer erschien 2012.
Im Jahr 2009 veröffentlichte Minck das Soloalbum Die Oliver Minck Erfahrung. Mit der Band Die Sonne produzierte Minck 2014 und 2017 die Alben Die Sonne und Aber die Landschaft. 2021 erschien mit Einsame Inseln ein weiteres Soloalbum.
Am 12. April 2024 erschien – nach mehreren Jahren Wolke-Pause – das neue, selbstbetitelte Album 'Wolke' beim Label MusiKiste, darauf findet sich auch ein Blur-Cover von "Girls & Boys".

## Stil
Merkmal ihrer Musik war der vergleichsweise geringe technische Aufwand, mit dem sie betrieben wurde. Der Gesang von Oliver Minck wurde lediglich von Bass, Klavier sowie Rhythmusmaschine begleitet.

## Diskografie
- 2005: Sušenky (Album, Tapete Records)
- 2006: Möbelstück (Album, Tapete Records)
- 2006: Second Hand Gefühl (Maxi-Single, Tapete Records)
- 2007: Ich will mich befreien (EP, Tapete Records)
- 2008: Teil 3 (Album, Tapete Records)
- 2012: Für immer (Album, Tapete Records)
- 2024: Wolke (Album, MusiKiste)